# Circonscription de Spence
La circonscription de Spence est une circonscription fédérale australienne en Australie-Méridionale. Elle est située dans la banlieue nord d'Adélaïde.
Elle porte le nom de Catherine Helen Spence et est, en 2023, représentée par Matt Burnell du Parti travailliste.

## Résultats
| Parti                            | Parti                        | Candidat                     | Voix    | %     | ±      |
| -------------------------------- | ---------------------------- | ---------------------------- | ------- | ----- | ------ |
|                                  | Travailliste                 | Matt Burnell                 | 46 596  | 43,86 | −7,10  |
|                                  | Libéral                      | Shawn Lock                   | 27 153  | 25,56 | −0,27  |
|                                  | Verts                        | David Deex                   | 12 052  | 11,35 | +4,14  |
|                                  | Une nation                   | Linda Champion               | 11 532  | 10,86 | +10,86 |
|                                  | UAP                          | Alvin Warren                 | 7 158   | 6,74  | −0,30  |
|                                  | Fédération                   | Matilda Bawden               | 1 736   | 1,63  | +1,63  |
| Total des suffrages exprimés     | Total des suffrages exprimés | Total des suffrages exprimés | 106 227 | 95,05 | +1,03  |
| Votes nuls                       | Votes nuls                   | Votes nuls                   | 5 534   | 4,95  | −1,03  |
| Participation                    | Participation                | Participation                | 111 761 | 86,57 | −3,97  |
| Résultat de préférence bipartite |                              |                              |         |       |        |
|                                  | Travailliste                 | Matt Burnell                 | 66 818  | 62,90 | −1,23  |
|                                  | Libéral                      | Shawn Lock                   | 39 409  | 37,10 | +1,23  |
|                                  | Travailliste retenir         | Travailliste retenir         | Swing   | −1,23 |        |